# Хейз, Челси
Челси Хейз — американская легкоатлетка, которая специализируется в прыжках в длину. На олимпийских играх 2012 года не смогла выйти в финал. Серебряная призёрка чемпионата США 2012 года с результатом 7.10.
Личный рекорд в беге на 100 метров — 11,15.
В настоящее время проживает в Растоне, штат Луизиана.